# 国际月球科研站
国际月球科研站（英語：International Lunar Research Station, ILRS），是一個由中國國家航天局與俄羅斯國家航天集團共同主導、多國參與的月球基地計劃，旨在建立一個長期自主運行、短期有人參與的綜合性科學實驗設施。該科研站位於月球南極區域及月球軌道，具備地月往返、能源供應、通信導航及月面科考等能力，並規劃開展月球地質、資源利用、天文觀測等多學科研究，目標於2035年前完成基本型建設，2045年前擴展為功能完備的月基科研平台。  
國際月球科研站的概念最早由中國於2016年提出，2021年3月中俄簽署《關於合作建設國際月球科研站的諒解備忘錄》，同年6月聯合發布《國際月球科研站路線圖（V1.0）》及《合作夥伴指南（V1.0）》，正式啟動計劃。截至2025年4月，已有17個國家及國際組織、50餘個科研機構加入合作，包括巴基斯坦、阿聯酋、南非、埃及等國，並持續擴大參與範圍。  
該計劃分階段實施，當前進展包括：中國2024年發射鵲橋二號中繼衛星以支持後續任務；2026年及2028年將分別發射嫦娥七號（月球南極環境與資源探測）與嫦娥八號（月面資源利用技術驗證）；俄羅斯則計劃於2027至2030年間發射月球26號至月球28號系列探測器，共同推進科研站基礎建設。

## 沿革
月球科研站的概念最早于2016年由中国国家航天局提出，类比自地球南极科研站、北极科研站等科学考察设施。2019年中国航天局和欧洲航天局、俄罗斯航天国家集团初步达成共识，三方将共同牵头开展国际月球科研站的规划论证工作。
- 2021年6月16日，俄罗斯航天局和中国国家航天局在全球太空探索大会（GLEX 2021）的主持下在圣彼得堡举行联席会议，专门介绍了建设国际月球科研站（ILRS）的路线图。俄罗斯联邦国际合作局副局长谢尔盖·萨维利耶夫、中国国家航天局副局长吴艳华（远程）出席会议。

- 俄罗斯航天局和中国国家航天局代表与德国、法国、意大利、荷兰、马来西亚、泰国和联合国外层空间事务厅的专家于2021年9月就宣言草案进行了磋商。会谈是闭门进行的。[9]

- 2024年4月，尼加拉瓜、亚太空间合作组织（APSCO）与阿拉伯天文学和空间科学联盟加入国际月球科研站项目。[10]

- 2024年6月12日，俄羅斯總統普京簽屬法案，批准中俄聯合在月球建立國際月球科研站的協議。[11]

## 成员国
| 国家     | 加入时间       | 备注                 |
| -------- | -------------- | -------------------- |
| 中國     | 2021年6月16日  | 创始成员国           |
| 俄羅斯   | 2021年6月16日  | 创始成员国           |
| 委內瑞拉 | 2023年7月17日  | 提供地面站           |
| 南非     | 2023年9月1日   |                      |
|          | 2023年10月3日  |                      |
| 巴基斯坦 | 2023年10月20日 |                      |
| 白俄羅斯 | 2023年10月23日 |                      |
| 埃及     | 2023年12月7日  |                      |
| 泰國     | 2024年4月5日   | 阿尔忒弥斯协定締約國 |
| 尼加拉瓜 | 2024年4月24日  |                      |
| 塞爾維亞 | 2024年5月9日   |                      |
|          | 2024年7月5日   |                      |
| 塞内加尔 | 2024年9月5日   | 阿尔忒弥斯协定締約國 |

## 發展
| 日期           | 國家（機構）             | 運載火箭   | 太空船                     | 圖像 | 状态   |
| -------------- | ------------------------ | ---------- | -------------------------- | ---- | ------ |
| 2018年5月21日  | 国家航天局               | 长征四号丙 | 鵲橋號中繼衛星             |      | 操作中 |
| 2018年12月7日  | 国家航天局               | 长征三号乙 | 嫦娥四号、玉兔二号         |      | 操作中 |
| 2020年11月24日 | 国家航天局               | 长征五号   | 嫦娥五号                   |      | 成功   |
| 2023年8月10日  | 俄罗斯航天国家集团       | 联盟2号    | 月球25号                   |      | 失败   |
| 2024年3月20日  | 国家航天局               | 长征八号   | 鵲橋二號中繼衛星、天都衛星 |      | 操作中 |
| 2024年5月3日   | 国家航天局               | 长征五号   | 嫦娥六号                   |      | 成功   |
| 2024年5月3日   | 空間與高層大氣研究委員會 | 长征五号   | ICUBE-Q                    |      | 操作中 |
| 2026年         | 国家航天局               | 长征五号   | 嫦娥七號                   |      | 计划   |
| 2027年         | 俄罗斯航天国家集团       | 联盟2号    | 月球26号                   |      | 计划   |
| 2028年8月      | 俄罗斯航天国家集团       | 联盟2号    | 月球27號                   |      | 计划   |
| 2029年         | 国家航天局               | 长征五号   | 嫦娥八号                   |      | 计划   |
| 2030年         | 俄罗斯航天国家集团       | 联盟2号    | 月球28號                   |      | 计划   |
| 2030年代       | 俄罗斯航天国家集团       | 安加拉A5   | 月球29號                   |      | 计划   |

## 俄中载人登月计划的比较
|        | 俄羅斯載人登月计划                                                                                  | 中国载人登月计划                                                                            |
| ------ | --------------------------------------------------------------------------------------------------- | ------------------------------------------------------------------------------------------- |
| 差别   | 使用4枚安加拉A5V分别发射载人飞船、登月艙和2個上面級，该方案的主要考虑是可以不需要研制葉尼塞運載火箭 | 使用2枚長征十號分别发射载人飞船和登月模块，该方案的主要考虑是可以不需要研制長征九號運載火箭 |
| 差别   | 载人飞船和登月艙分别與1個上面級在近地軌道交會對接後，再进入地月转移軌道                             | 载人飞船、登月模块从近地軌道直接进入地月转移軌道                                            |
| 差别   | 人员配置为2人（鷹宇宙飛船留在绕月轨道，2人全部登月）                                                | 人员配置为3人（1人留在夢舟飛船、2人登月）                                                   |
| 共同点 | 载人飞船和登月模块在绕月轨道交會對接                                                                | 载人飞船和登月模块在绕月轨道交會對接                                                        |
| 共同点 | 返回时均采用月球轨道交会方案                                                                        |                                                                                             |